# Juan Sandoval Íñiguez
Juan Sandoval Íñiguez (Yahualica de González Gallo, 28 marzo 1933) è un cardinale e arcivescovo cattolico messicano.

## Biografia
Sacerdote dal 27 ottobre 1957, il 3 marzo 1988 è stato nominato vescovo coadiutore di Ciudad Juárez. Ha ricevuto la consacrazione episcopale il 30 aprile 1988. L'11 luglio 1992 in seguito al ritiro del vescovo Manuel Talamás Camandari è succeduto alla medesima sede.
Il 21 aprile 1994 è stato promosso arcivescovo di Guadalajara.
Papa Giovanni Paolo II lo ha innalzato alla dignità cardinalizia nel concistoro del 26 novembre 1994, assegnandogli il titolo di Nostra Signora di Guadalupe e San Filippo Martire in Via Aurelia.
Nel 2010 ha accusato pubblicamente i giudici della Corte Suprema messicana di aver accettato denaro in cambio della pronuncia di incostituzionalità che ha reso legale l'istituto del matrimonio tra persone dello stesso sesso nella Città del Messico. Avverso tale dichiarazione, definita inaccettabile, la Corte ha approvato all'unanimità la mozione di censura promossa dal giudice Sergio Armando Valls.
Nel marzo del 2011 ha dichiarato di aver avuto alcuni problemi di salute imputabili ad una forte flebite. Nella medesima dichiarazione ha parlato della sua successione come "imminente". Successione che avverrà il 7 dicembre 2011 quando il cardinale José Francisco Robles Ortega viene eletto come suo successore alla guida dell'arcidiocesi.
Il 28 marzo 2013 ha compiuto ottant'anni ed è uscito dal novero dei cardinali elettori.

## Genealogia episcopale e successione apostolica
La genealogia episcopale è:
- Cardinale Scipione Rebiba
- Cardinale Giulio Antonio Santori
- Cardinale Girolamo Bernerio, O.P.
- Arcivescovo Galeazzo Sanvitale
- Cardinale Ludovico Ludovisi
- Cardinale Luigi Caetani
- Cardinale Ulderico Carpegna
- Cardinale Paluzzo Paluzzi Altieri degli Albertoni
- Papa Benedetto XIII
- Papa Benedetto XIV
- Cardinale Enrico Enriquez
- Arcivescovo Manuel Quintano Bonifaz
- Cardinale Buenaventura Córdoba Espinosa de la Cerda
- Cardinale Giuseppe Maria Doria Pamphilj
- Papa Pio VIII
- Papa Pio IX
- Cardinale Alessandro Franchi
- Cardinale Giovanni Simeoni
- Cardinale Antonio Agliardi
- Cardinale Basilio Pompilj
- Cardinale Adeodato Piazza, O.C.D.
- Cardinale Luigi Raimondi
- Vescovo Manuel Talamás Camandari
- Cardinale Juan Sandoval Íñiguez

La successione apostolica è:
- Arcivescovo José Luis Chávez Botello (1997)
- Vescovo José Trinidad González Rodríguez (1997)
- Vescovo Alberto Campos Hernández, O.F.M. (1998)
- Vescovo José Benjamín Castillo Plascencia (2000)
- Vescovo Miguel Romano Gómez (2000)
- Vescovo Rafael Francisco Martínez Sáinz (2002)
- Vescovo José María de la Torre Martín (2002)
- Vescovo José Refugio Mercado Díaz (2003)
- Vescovo Gonzalo Galván Castillo (2004)
- Vescovo José Leopoldo González González (2006)
- Vescovo Juan Humberto Gutiérrez Valencia (2008)
- Arcivescovo José Francisco González González (2008)
- Vescovo Felipe Salazar Villagrana (2008)
- Vescovo José de Jesús González Hernández, O.F.M. (2010)
- Vescovo Pedro Vázquez Villalobos (2013)